# محمد عبدالعزیز حصان
محمد عبدالعزیز حصان (زاده ۱۹۲۸- درگذشته ۲۰۰۳) قاری نابینای قرآن در مصر مشهور به «ملک الوقف و الإبتدا و التنغیم» بود. او از قاریانی‌ست که سبک ویژه‌شان تقلیدناپذیر دانسته شده‌است.